# Пражка дефенестрация
Пражки дефенестрации е исторически наложило се наименование на три събития от чешката история (Defenestratio Pragensis, от латински, defenestratio:  изхвърляне през прозореца). Две от тях поставят началото на продължителни конфликти с общоевропейско значение.
Първата пражка дефенестрация се нарича убийството на седем членове на градския съвет на Прага от тълпа радикални хусити на 30 юли 1419 г. Малко след това започват Хуситските войни, които продължават до 1436 г.
Втората пражка дефенестрация поставя началото на Тридесетгодишната война през 1618 г. След избора на Фердинанд II за крал на Чехия и император на Свещената Римска империя и политиката му на яростна рекатолизация, чешките аристократи се разбунтуват. На 23 май 1618 г. неколцина от тях залавят двама императорски управители и един писар и ги изхвърлят през прозорците на Пражкия замък, без да ги наранят сериозно.
Третата пражка дефенестрация става на 10 март 1948 г., когато чехословашкият външен министър Ян Масарик, последният несоциалистически член в правителството на Клемент Готвалд, е намерен мъртъв под прозорците на Външното министерство в Прага. Спекулациите около смъртта му продължават и днес, въпреки че няма доказателства за участието или неучастието на правителството или на НКВД, но разследванията след Нежната революция заключват, че става въпрос за самоубийство.
- Първа Пражка дефенестрация, 
автор: Адолф Либшер
- Втората Пражка дефенестрация,
гравюра от XVII век
- Мемориал на мястото на смъртта на Ян Масарик